# 議政府米軍装甲車女子中学生轢死事件
議政府米軍装甲車女子中学生轢死事件（ウィジョンブ べいぐん そうこうしゃ じょしちゅうがくせい れきし じけん）は、2002年6月13日、大韓民国・京畿道楊州郡（現：楊州市）で、議政府市の駐韓米軍基地に帰ろうとしていた米第2歩兵師団所属の装甲回収車（M88、以下回収車）が、公道で女子中学生2名を轢死させた事件である。
本稿では事件後、韓国で起こった反米運動についても紹介する。

## 調査結果

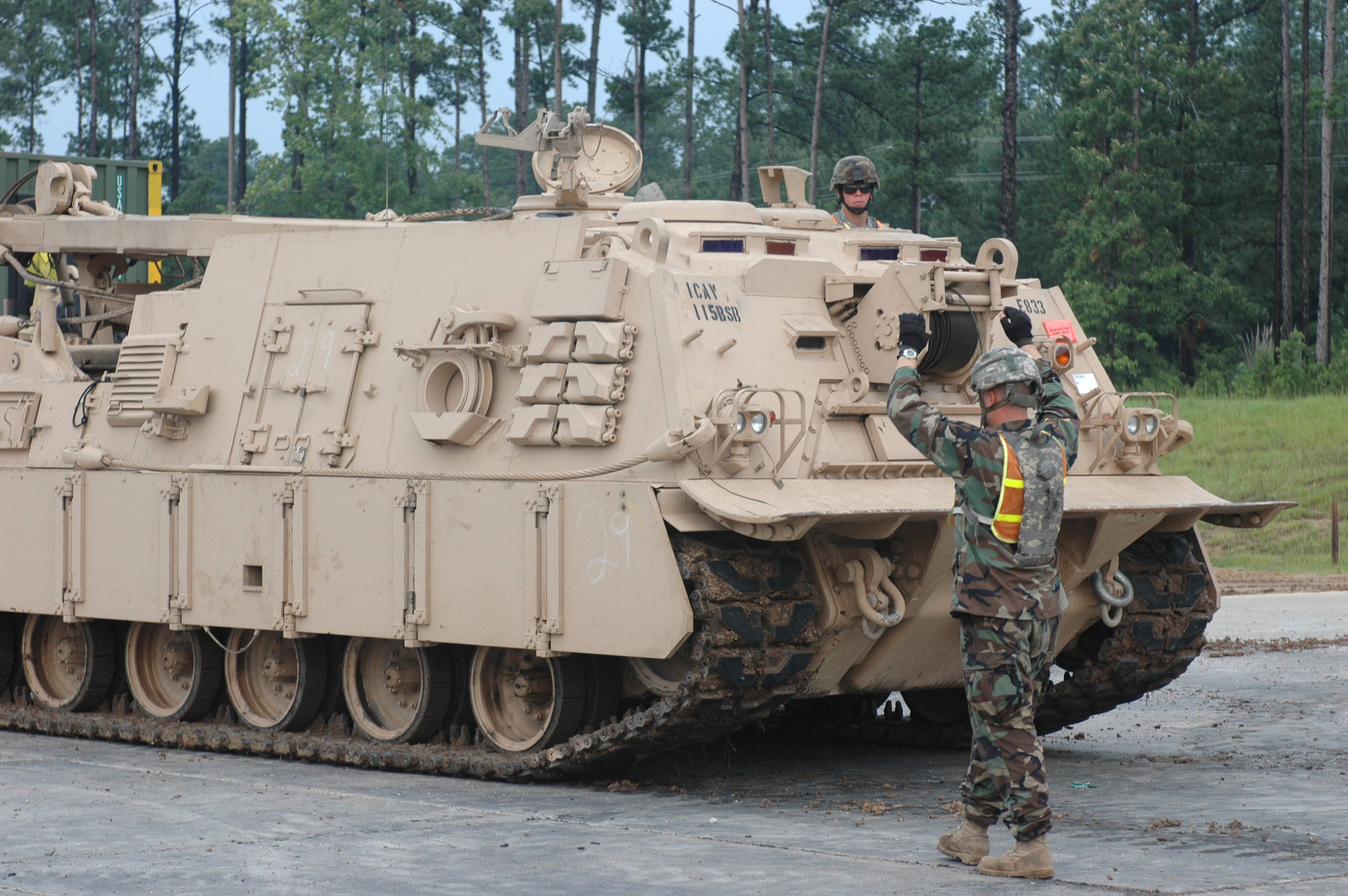
事故を起こした回収車と（ほぼ）同じ型のM88A2回収車。事故を起こした回収車はM88A2かM88A1なのか確認できていない

6月19日に同師団は韓米合同調査結果を発表した。米軍側は、故意や悪意によるものでなく偶然の悲劇であったことを強調した。一方で事故原因として、回収車の構造上右方に死角があり、操縦手が生徒たちを見つけることができなかったためであるとした。また、カーブを回った際に管制官が約30m前方に生徒たちを見つけ操縦手に警告を試みたが、騒音や他の無線交信などにより不可能であったためであると報告している。また、回収車は低速度でまっすぐ走行しており、急な方向転換が事故の原因だとする遺族の主張を否定した。
しかしこの発表は、遺族らの疑問に応えていなかった。まず死角ができた、あるいは通信障害が起こったということは考えにくいと指摘された。また低速度で走行していたら生徒を轢いた時点ですぐに制動装置が作動していたはずだが、実際は生徒の頭骨が完全に砕かれており矛盾が生じていた。さらに道路のアスファルト舗装の割れは、回収車がまっすぐ走行していたという点と矛盾していた。
その後、聞き取り調査の際に示された走行速度の半分の値で発表していたことが明らかになった。6月28日には同師団の広報がラジオを通して「誰も責任を負うに値する過失がなかった」と述べたが、それを非難する世論が拡大した。

## 法的問題へ
事態が深刻化したため、アメリカ首脳は7月3日、操縦手と管制官を過失致死罪でアメリカ軍事法院に起訴する一方、ラポート在韓米軍司令官が謝罪した。また米軍とは別に韓国側の検察も関与した米軍兵士たちに対して独自調査を開始した。なおこれは遺族たちが6月28日に回収車の操縦手・管制官と師団長など米軍の責任者6人を業務上過失致死容疑で議政府地方検察庁に告訴して、アメリカ側の裁判権放棄を要請したためである。しかしアメリカ側はこれに応じなかったため、大韓民国法務部は7月10日、史上初めてアメリカ側に裁判権放棄要請書を送付した。しかし8月7日、アメリカ首脳は「米軍としての公務中に起こった事故で、今までアメリカが裁判権を放棄した前例はない」として裁判権放棄の要請を拒否した。
以後11月18日から23日まで、米軍キャンプ内で軍事法廷で開かれ、起訴されていた兵士2人に無罪評決が言い渡された。そして11月27日、謝罪声明を発表して彼らは韓国を去った。

## 韓国国民からの非難と事態の収拾
2002 FIFAワールドカップの後この事件が広く知られるようになると、米軍を糾弾する世論が広がり、多くの市民団体がデモ行進を行った。11月20日と22日に2人に無罪評決が言い渡されると、学生が死亡しながら加害責任者がいないと判断されたことに怒った市民らは11月26日に最初の集会を開いた。これは事件直後の6月の運動以後では最大規模の全国集会となった。また全国主要都市では、市民団体が集まって活動の方向を協議した。
キリスト教信者は、仁川で追悼ミサを開いた。さらに韓国キリスト教教会協議会でも2003年に執り行った追悼式でアメリカの姿勢に抗議した。

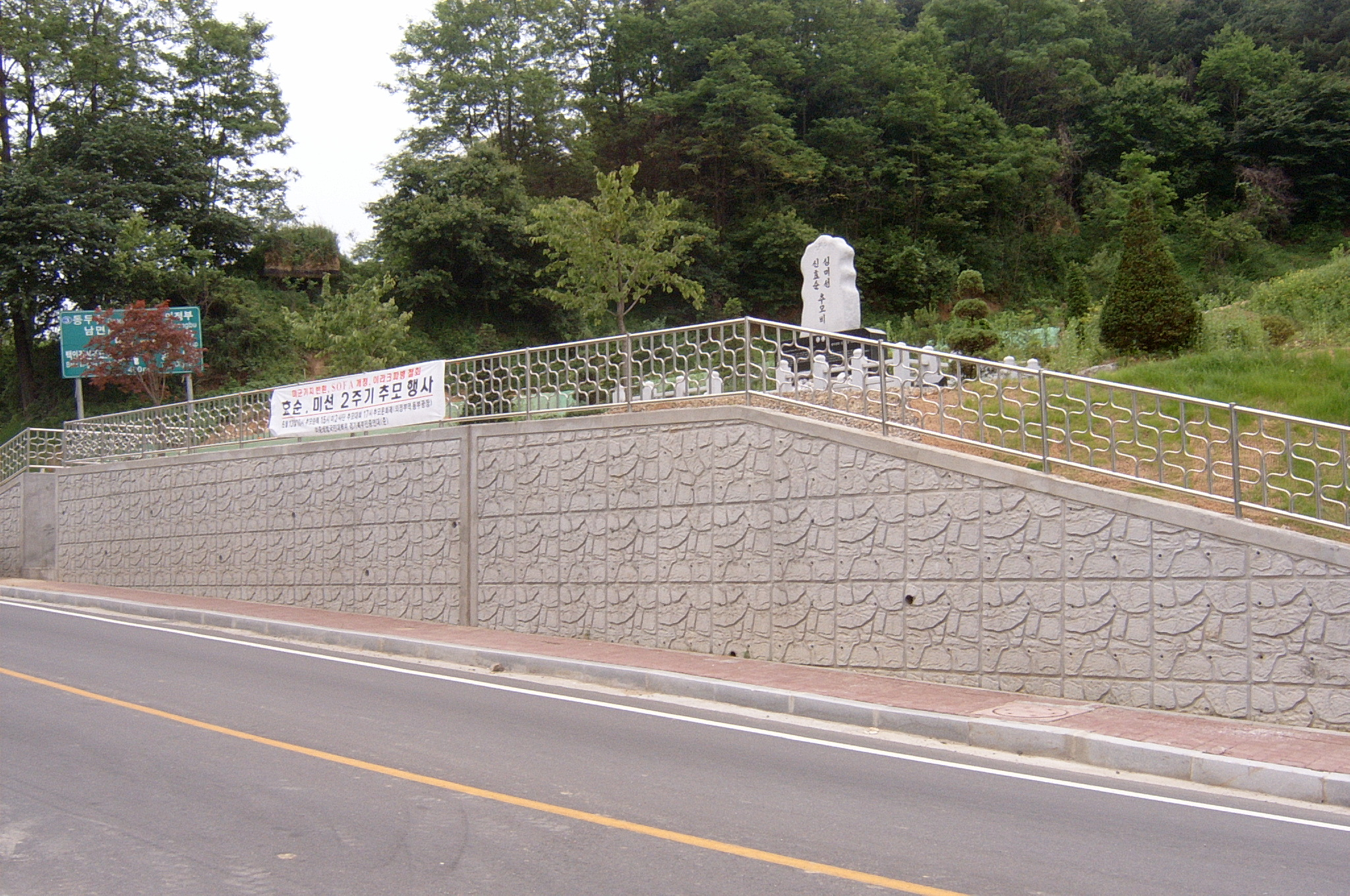
死亡事故現場付近に造られた慰霊碑

この事件はインターネット上でも広がりを見せ、在韓米軍を非難する世論を形成し、大規模な集会につながった。当時韓国国民の間で広く使われたMSN メッセンジャーを通じて、犠牲者を追悼することを示す「▶◀」「▷◁」という記号が広がり、ハンドル名や電子掲示板のタイトルに多用された（韓国では喪に服す際にこのようなリボン型の喪章をつける伝統がある）。この表示は以後、インターネット上で追悼あるいは哀悼の意を表す記号として広く使われるようになった。
このように宗教界も参加するほど盛り上がった全国的なデモ活動は、今回の装甲車轢死事件だけに限らず、これまで真相を解明することができなかった在韓米軍の犯罪、さらには2002年ソルトレークシティオリンピックのショートトラックでの判定など様々な要素が加わった。特に12月6日、ソウルで3万人あまりが参加した集会では、警察を振り切ってアメリカ大使館への進出に成功した。また12月14日に釜山で開かれた集会では、釜山の在韓米軍基地 (Camp Hialeah) 後門がデモ隊によって突破され、正門でも警察を突破した。この以外にも全国各地で、さらには国外でも在韓米軍を追及する集会が開かれた。
こうした運動の高まりに危機を感じたアメリカ政府は11月27日、在韓アメリカ大使を通じてブッシュ大統領の謝罪を伝え、12月13日にもブッシュ大統領が金大中大統領との電話で再度遺憾の意を示した。不平等だという批判があった在韓米軍地位協定 (SOFA) を是正することにも合意した。しかし国民の怒りは鎮まらなかった。
アメリカ政府は当時の指揮官ら4人を懲戒処分にした。また遺族たちは国家賠償を請求し、それぞれ1億9千万ウォンあまりの賠償金を得た。
一方、2003年4月、北朝鮮の平壌牡丹峰第1中学校は、死亡した2人の学生を名誉学生とした。